# NGC 818
NGC 818 је спирална галаксија у сазвежђу Андромеда која се налази на NGC листи објеката дубоког неба.
Деклинација објекта је + 38° 46' 38" а ректасцензија 2h 8m 44,4s. Привидна величина (магнитуда) објекта NGC 818 износи 12,4 а фотографска магнитуда 13,2. Налази се на удаљености од 53,777 милиона парсека од Сунца. NGC 818 је још познат и под ознакама UGC 1633, MCG 6-5-86, CGCG 522-116, IRAS 02057+3832, PGC 8185.